# Dat So La Lee
Dat So La Lee, född 1829, död 1925, var en amerikansk konsthantverkare. Hon var känd som korgflätare och tillhörde washo-folket.
Hennes korgar finns bland annat bevarade på Penn Museum i Philadelphia, Smithsonian National Museum of the American Indian i Washington D.C. samt på Metropolitan Museum of Art i New York.  
En krater på Venus – Datsolalee – har fått sitt namn efter henne. 